# Länsväg 265
De Zweedse weg 265 (Zweeds: Länsväg 265), ook bekend als Häggviksleden of Norrortsleden, is een provinciale weg in de provincie Stockholms län in Zweden en is circa 16 kilometer lang.

## Plaatsen langs de weg
- Sollentuna
- Karby

## Knooppunten
- E4 bij Sollentuna (begin)
- Länsväg 262 bij Sollentuna
- Länsväg 264
- E18 en Länsväg 276 (einde)